# Orestias empyraeus
Orestias empyraeus är en fiskart som beskrevs av Allen 1942. Orestias empyraeus ingår i släktet Orestias och familjen Cyprinodontidae. Inga underarter finns listade i Catalogue of Life.